# بايرون لانغلي
بايرون لانغلي هو مربي ماشية وسياسي أمريكي، ولد في 11 نوفمبر 1926 في وارويك في الولايات المتحدة، وتوفي في 13 يناير 2018 في كارينغتون في الولايات المتحدة بسبب مرض آلزهايمر. نشط حزبياً في الحزب الديمقراطي. وقد انتخب عضو مجلس نواب داكوتا الشمالية ‏.